# Dirc Potter
Dirc Potter (1370 – 1428) è stato un poeta olandese.
Nel 1412 compose Il corso dell'amore, nel quale esemplificava allegoricamente quattro tipi di amore: folle, buono, lecito ed illecito.